# Myrciaria ibarrae
Myrciaria ibarrae är en myrtenväxtart som beskrevs av Cyrus Longworth Lundell. Myrciaria ibarrae ingår i släktet Myrciaria och familjen myrtenväxter. Inga underarter finns listade i Catalogue of Life.